# Gary Sinise

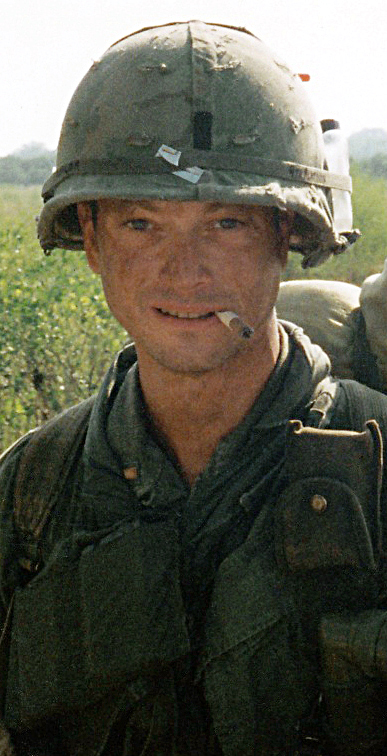
Jako por. Dan Taylor w filmie Forrest Gump

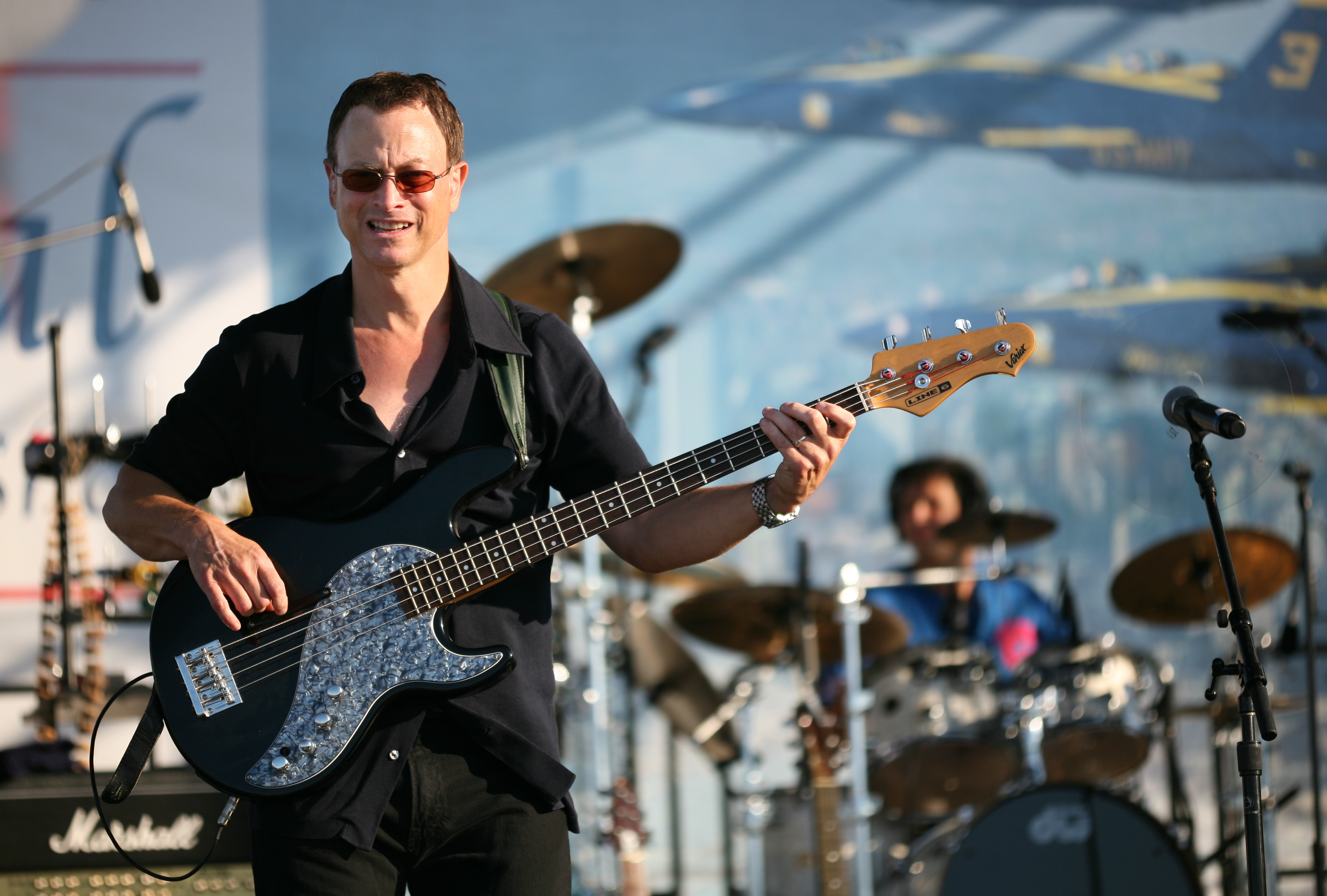
Gary Sinise na scenie z zespołem Lt. Dan Band

Gary Alan Sinise (ur. 17 marca 1955 w Blue Island) – amerykański aktor, reżyser i producent filmowy, muzyk. 
Odtwórca roli detektywa Maca Taylora w serialu CSI: Kryminalne zagadki Nowego Jorku (2004–2013). W ciągu swojej kariery zdobył wiele prestiżowych nagród, w tym Złoty Glob, Emmy i Saturna. Był również nominowany do Oscara dla najlepszego aktora drugoplanowego za rolę porucznika Dana Taylora w filmie Forrest Gump. W 2008 został odznaczony Presidential Citizens Medal. 
17 kwietnia 2017 otrzymał własną gwiazdę w Alei Gwiazd w Los Angeles znajdującą się przy 6664 Hollywood Boulevard.

## Życiorys

### Wczesne lata
Urodził się w Blue Island w stanie Illinois w rodzinie rzymskokatolickiej jako syn Mylles (z domu Alsip) i montażysty filmów Roberta L. Sinise. Jego rodzina była pochodzenia niemieckiego, francuskiego, szkockiego, szwedzkiego, angielskiego i irlandzkiego. Jego dziadek ze strony ojca pochodził z Włoch, pradziadek Sinise, Vito Sinisi, wyemigrował z Ripacandida. Uczęszczał do Glenbard West High School. W 1974 ukończył Highland Park High School w Highland Park. Naukę kontynuował w Amherst College. Studiował na Illinois State University w Normal.

### Kariera
W 1974 Sinise i jego dwaj przyjaciele – Terry Kinney i Jeff Perry – założyli Steppenwolf Theatre Company w Chicago, gdzie występowali znani aktorzy, tacy jak Joan Allen, Kevin Anderson, Gary Cole, Ethan Hawke, Glenne Headly, John Mahoney, John Malkovich, Laurie Metcalf, Martha Plimpton, Jim True-Frost i William Petersen. Sinise w Steppenwolf doskonalił swoje umiejętności aktorskie i reżyserskie, a także otrzymał nagrodę im. Josepha Jeffersona za reżyserię sztuki Lyle'a Kesslera Sierżanci (Orphans).
Zadebiutował na kinowym ekranie w czarnej komedii Dzień weselny (A Wedding, 1978) z Carol Burnett i Mią Farrow. Potem pojawił się w jednym z odcinków opery mydlanej CBS Knots Landing – pt.: „Small Surprises”.
W 1982 wyreżyserował i zagrał w przedstawieniu Sama Sheparda True West z Johnem Malkovichem, a za reżyserię w 1983 zdobył nagrodę Obie Award. Rok później wziął udział wraz z Malkovichem w produkcji PBS American Playhouse.
Przełom w ekranowej karierze nastąpił w 1992, kiedy wyreżyserował i zagrał główną rolę w ekranizacji znanej powieści Johna Steinbecka Myszy i ludzie.
W 1994 wystąpił u boku Toma Hanksa w obsypanym nagrodami obrazie Forrest Gump. Pojawił się również w takich produkcjach jak Apollo 13 i Zielona mila. Użyczył głosu kłusownikowi Shawowi w filmie animowanym Sezon na misia.

## Życie prywatne
Jego żoną jest aktorka Moira Harris. Mają trójkę dzieci.

## Filmografia

### Aktor
- 1979–1993: Knots Landing (gościnnie w 1980 – Lee Maddox)
- 1984: Sekrety rodzinne (motocyklista)
- 1984: True West
- 1984–1991: Detektyw Hunter (gościnnie – Tony Rutheford)
- 1986–1988: Crime Story (gościnnie – Howie Dressler)
- 1989: Nazywam się Bill W. (Ebby)
- 1989: The Final Days (Richard Ben-Veniste)
- 1991: Grona gniewu (Tom Joad)
- 1992: Myszy i ludzie (George)
- 1992: W księżycową jasną noc (Vance 'Mother' Wilkins)
- 1992: The Witness (młody żołnierz)
- 1993: Jack Niedźwiadek (Norman Strick)
- 1993–2004: Frasier (gościnnie – Sid (głos))
- 1994: Forrest Gump (por. Dan Taylor)
- 1994: Bastion (Stu Redman)
- 1995: Apollo 13 (Thomas Mattingly)
- 1995: Szybcy i martwi (szeryf)
- 1995: Truman (Harry S. Truman)
- 1996: Okup (Jimmy Shaker)
- 1996: Biały aligator (Milo)
- 1997: George Wallace (George C. Wallace)
- 1998: Oczy węża (Kevin Dunne)
- 1999: Wściekłość (Norton)
- 1999: Zielona mila (Burt Hammersmith)
- 1999: Sezon mistrzów (Tom Daley)
- 2000: Uwikłany (Gabriel)
- 2000: Bruno i anioły (Dino)
- 2000: Misja na Marsa (Jim McConnell)
- 2001: A Gentleman's Game (Foster Pearse)
- 2002: Inna twarz (Duncan Tivey)
- 2002: Impostor: Test na człowieczeństwo (Spencer Olham)
- 2002: Na ścieżce wojennej (George Wallace)
- 2003: Piętno (Nathan Zuckerman)
- 2003: Upadły anioł (Terry)
- 2004: Wielki skok (Ray Ritchie)
- 2004–2013: CSI: Kryminalne zagadki Nowego Jorku (detektyw Mac Taylor)
- 2004: Życie, którego nie było (dr Jack Munce)
- 2005: Wspaniałe Pustkowie. Spacer po Księżycu 3D (głos)
- 2006: Sezon na misia (Shaw (głos))
- 2006: Tabriz: Images from the Forgotten World (dr Munce)
- 2008: When We Left Earth: The NASA Missions (narrator)
- 2009: WWII in HD (narrator)
- 2009: On the Road in Iraq With Our Troops and Gary Sinise (jako on sam)
- 2011: Lt. Dan Band: For The Common Good (jako on sam)
- 2011: None Less Than Heroes: The Honor Flight Story (narrator)
- 2015: Zabójcze umysły (Jack Garrett)
- 2016–2017: Zabójcze umysły: Poza granicami (Jack Garrett)
- 2018: SGT. Will Gardner (Larry)
- 2020: Wierzę w Ciebie (Tom Camp)

### Reżyser
- 1984: True West
- 1986–1988: Crime Story
- 1987–1991: Thirtysomething
- 1988: Witaj w domu
- 1988–1991: China Beach
- 1992: Myszy i ludzie

### Producent
- 1992: Myszy i ludzie
- 2002: Impostor: Test na człowieczeństwo
- 2004: CSI: Kryminalne zagadki Nowego Jorku

## Nagrody
| Rok  | Nagroda                           | Kategoria                                                                  | Film                  |
| ---- | --------------------------------- | -------------------------------------------------------------------------- | --------------------- |
| 1994 | National Board of Review          | Najlepszy aktor drugoplanowy                                               | Forrest Gump (1994)   |
| 1995 | Nagroda Saturn                    | Najlepszy aktor drugoplanowy                                               | Forrest Gump (1994)   |
| 1996 | Złoty Glob                        | Najlepszy aktor w miniserialu lub filmie telewizyjnym                      | Truman (1995)         |
| 1996 | Nagroda Gildii Aktorów Ekranowych | Najlepszy występ aktora w miniserialu lub filmie telewizyjnym              | Truman (1995)         |
| 1996 | Nagroda Gildii Aktorów Ekranowych | Najlepszy występ zespołu aktorskiego w filmie kinowym                      | Apollo 13 (1995)      |
| 1998 | Nagroda Satelita                  | Najlepszy aktor w filmie telewizyjnym lub miniserialu                      | George Wallace (1997) |
| 1998 | Nagroda Gildii Aktorów Ekranowych | Najlepszy występ aktora w miniserialu lub filmie telewizyjnym              | George Wallace (1997) |
| 2000 | Young Artist Award                | Nagroda im. Michaela Landona jako współzałożyciel Operacji Irackiej Dzieci | –                     |